# Koraćica
Koraćica es una población rural de la municipalidad de Mladenovac, en el distrito de Belgrado, Serbia.

## Superficie
Posee una superficie de 26,74 kilómetros cuadrados.

## Demografía
Hasta 2011 la población era de 1989 habitantes, con una densidad de población de 74,40 habitantes por kilómetro cuadrado.